# 麥格雷戈 (愛荷華州)
麥格雷戈（英語：McGregor）是一個位於美國愛荷華州克萊頓縣的城市。

## 地理
麥格雷戈的座標為43°01′19″N 91°10′47″W / 43.02194°N 91.17972°W，而該地的平均海拔高度為211米（即692英尺）。

## 人口
根據2010年美國人口普查的數據，麥格雷戈的面積為3.37平方千米，當中陸地面積為3.37平方千米，而水域面積為0.00平方千米。當地共有人口871人，而人口密度為每平方千米258人。